# Rampurhat
Rampurhat (bengalisch রামপুরহাট Rāmpurhāṭ) ist eine Stadt im indischen Bundesstaat Westbengalen.
Die Stadt gehört zum Distrikt Birbhum. Rampurhat hat den Status einer Municipality. Die Stadt ist in 17 Wards gegliedert.

## Demografie
Die Einwohnerzahl der Stadt liegt laut der Volkszählung von 2011 bei 57.833. Rampurhat hat ein Geschlechterverhältnis von 953 Frauen pro 1000 Männer und damit einen für Indien häufigen Männerüberschuss. Die Alphabetisierungsrate lag bei 85,7 % im Jahr 2011. Knapp 78 % der Bevölkerung sind Hindus, ca. 22 % sind Muslime und weniger als 1 % gehören einer anderen oder keiner Religion an. 9,8 % der Bevölkerung sind Kinder unter 6 Jahren. Bengali ist die Hauptsprache in und um die Stadt.

## Infrastruktur
Rampurhat ist gut mit Kolkata und anderen Städten von Westbengalen durch Bus und Eisenbahn verbunden. Viele Express- und Personenzüge fahren durch den Bahnhof Rampurhat.

## Sonstiges
Das Tempeldorf Maluti liegt etwa 13 km (Fahrtstrecke) westlich im Bundesstaat Jharkhand.